# Vizov
Vizov (též Vízov, německy Quintenthal, Quinta) je horská osada ve východních Krkonoších, součást města Žacléř.
Vizov leží na severozápadním konci Žacléřského hřbetu v nadmořské výšce 820 až 865 m, zhruba 3 km západně od centra Žacléře a jen asi 300 m od státní hranice mezi Českou republikou a Polskem. 
Osadu tvoří čtyři chalupy v blízkosti hřebenové cesty. Jedna z nich je bouda Hubertus (známá též jako Hubertuska), která sloužila jako rekreační chata s restaurací a ubytováním, nyní je však v soukromém vlastnictví.
Od Vizova se jihozápadním směrem táhne rozlehlá horská louka, kde volně navazuje rozptýlená zástavba osady Rýchory. Rýchory byly dříve samostatnou obcí a mají vlastní katastrální území, zatímco Vizov leží na katastrálním území Žacléř.
U Vizova, v sedle mezi Mravenečníkem a Žacléřským hřbetem, se nachází turistické rozcestí Vízov, chata Hubertus, kde se kříží modře značená trasa 1824 (která vede jižně přes osadu Rýchory do Žacléře a severozápadně na rozcestí Roh hranic) a zeleně značená trasa 4212 (která vede východním směrem přes Bílý kříž do Žacléře a jihozápadním směrem přes Rýchorský kříž k Rýchorské boudě).

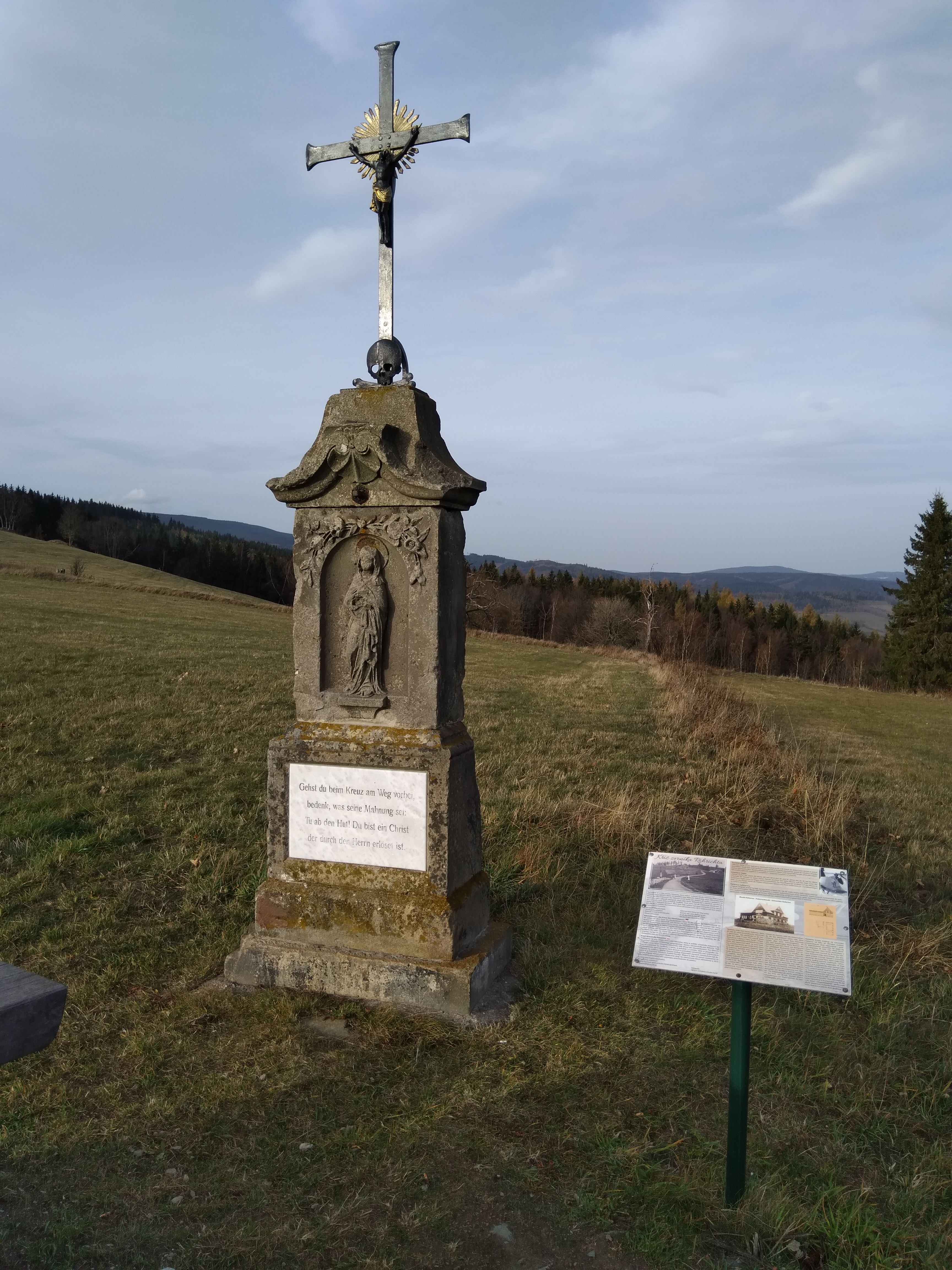
Röhrichtův kříž

Na tomto rozcestí stojí kamenný Röhrichtův kříž. Nechal jej zřídit na přelomu 19. a 20. století majitel blízkého hospodářství a domu se zvoničkou pak Röhricht, který každý den ráno, v poledne a večer zvonil klekání, takže se kříži také říkalo Zvoníkův kříž. Od kříže se nabízí krásný pohled k severu na vodní nádrž Bukówku. Místo bylo vždy vystaveno rozmarům počasí, kterým kříž několikrát podlehl.